# Verwaltungsgemeinschaft Moorgrund
Die Verwaltungsgemeinschaft Moorgrund lag im Wartburgkreis in Thüringen. In ihr hatten sich zuletzt die Gemeinden Moorgrund und Möhra zur Erledigung ihrer Verwaltungsgeschäfte zusammengeschlossen. Sie wurde nach dem Moorgrund benannt, durch den der Moorbach fließt. 
Die Verwaltungsgemeinschaft wurde am 31. Januar 1992 gegründet und bestand aus den bis zum 1. März 1994 selbständigen Gemeinden Gumpelstadt, Waldfisch und Witzelroda (ab 1. März 1994 Gemeinde Moorgrund) sowie Möhra. Die Auflösung erfolgte am 3. November 1994. Mit Wirkung zum 4. November 1994 wurden Moorgrund und Möhra mit der Gemeinde Kupfersuhl zur Gemeinde Moorgrund zusammengefasst.